# یواس‌اس دید (دی‌یی-۲۶۳)
یواس‌اس دید (دی‌یی-۲۶۳) (به انگلیسی: USS Deede (DE-263)) یک کشتی بود که طول آن ۲۸۹ فوت ۵ اینچ (۸۸٫۲۱ متر) بود. این کشتی در سال ۱۹۴۳ ساخته شد.